# Bus à haut niveau de service de Strasbourg
Le BHNS de Strasbourg est un réseau de bus à haut niveau de service urbain mis en place à partir de 2013 en complément du réseau de tramway, qui a fait son retour à Strasbourg en 1994.
Il comporte actuellement deux lignes, nommées G et H pour faciliter leur intégration dans le réseau de tram sur fer qui compte six lignes nommées de A à F, les lignes de bus "classiques" étant numérotées. La première ligne relie la cité Rotterdam à l'Espace européen de l'entreprise de Schiltigheim via la gare centrale, et sa construction s'est accompagnée d'une requalification de l'environnement urbain alentour. La seconde ligne relie la gare centrale au Parlement européen.

## Historique
L'idée d'un BHNS à Strasbourg a été évoquée début 2010 puis officiellement présentée au public lors de la présentation du « schéma directeur des transports collectifs » en juin 2010. Dans un premier temps, deux lignes sont envisagées : une desservant l'Espace européen de l'entreprise (EEE) et le quartier de Cronenbourg ainsi qu'une ligne desservant la route de Brumath, au nord de l'agglomération. Mais sur le second tracé sera finalement privilégié un projet de tram sur fer classique. Le projet de BHNS a été sélectionné dans le cadre de l’appel à projets du Ministère de l'environnement et est subventionné à hauteur de 5,11 millions d'euros sur un coût total de 29,3 millions d'euros, dont 1 million du conseil général du Bas-Rhin et 4,11 millions de l'État.
Le choix du BHNS a été la source de nombreuses controverses, certains groupes de pression l'interprétant comme un « tramway au rabais ».
Début 2013, il est décidé que la ligne entre la gare centrale et l'EEE prendra l'indicatif G afin de s'intégrer dans la lignée des lignes de tramway du réseau.
Dès le 12 novembre, des BHNS sans passagers sont testés sur la ligne. L'ouverture aux passagers prend effet le 30 novembre 2013.
La seconde ligne, dénommée ligne H, est ouverte le 24 février 2020. Elle utilise des bus électriques.
La ligne G est prolongée de la gare centrale jusqu'à la cité Rotterdam le 20 novembre 2023, après une semaine de marche à blanc.

## Lignes en service
Le principe du BHNS de Strasbourg se rapproche de celui du tramway. Les bus circulent en site propre (couloirs ou voies réservées) et sont prioritaires à tous les carrefours, excepté ceux avec le tram où c'est celui-ci qui a la priorité. Les titres de transport ne peuvent pas être obtenus auprès du conducteur et doivent être validés avant la montée dans le bus (il n'y a pas de composteur/valideur à l'intérieur des véhicules). Ainsi il est possible de monter par n'importe quelle porte contrairement aux lignes de bus "classiques" où la montée doit se faire à l'avant. Le BHNS s'arrête à toutes les stations il n'est donc pas nécessaire de demander l’arrêt.

### Ligne G
La première ligne du BHNS de Strasbourg relie la cité Rotterdam à l'Espace européen de l'entreprise de Schiltigheim via la gare centrale.

### Ligne H
La seconde ligne du BHNS de Strasbourg relie la gare centrale au bâtiment Louise-Weiss du Parlement européen via le palais de la musique et des congrès et le quartier d'affaires Archipel au Wacken.

## Avenir
Après l'arrivée de la première ligne, d'autres projets de BHNS sont annoncés qui devraient mener à la création d'un réseau de BHNS à Strasbourg. Il fait figure d’alternative et de complément au tramway.
En 2011, dans le cadre du prolongement de la ligne E du tram, un autre projet de BHNS est évoqué, allant de l'observatoire jusqu'à la clinique Sainte-Anne à la Robertsau. En 2012, le bureau TTK de Karlsruhe lance une concertation sur ce bus express mais rien ne suit cette concertation. Un bus express de rocade nord est également envisagé.
En 2013, un projet de BHNS reliant Ostwald à Illkirch-Graffenstaden est évoqué. Son coût est estimé à 7 millions d'euros. Les travaux devaient commencer en 2016 pour une mise en service en 2017, mais n'ont toujours pas débuté en février 2020. À l'horizon 2025, la « Liaison Intercommunale Express » (LIO) devrait drainer 25 000 voyageurs par jour, et diviser le temps de parcours actuel (en voiture) par cinq. Ce serait le premier maillon d'une voie de rocade reliant la gare de Lingolsheim au quartier du Neuhof. Cette ligne, construite dans le cadre du réaménagement des rives du Bohrie, aurait une longueur de 9 km.
Une ligne interurbaine de BHNS reliant Strasbourg à Wasselonne est également prévue. Dénommée Transport en site propre de l'Ouest strasbourgeois (ou TSPO), cette ligne, exploitée par la Compagnie des Transports du Bas-Rhin, desservira les communes d'Eckbolsheim, Wolfisheim, Ittenheim, Handschuheim, Furdenheim, Marlenheim et Wasselonne. Les travaux débutent le 26 août 2019 pour un achèvement prévu en 2023.